# Misjonarze Filipińscy
Misjonarze Filipińscy - Zgromadzenie Misjonarzy Filipińskich (łac. Societas Missionaria Philippinarum - MSP) – katolickie misyjne stowarzyszenie życia apostolskiego.
Zgromadzenie powstało w 1965 z inicjatywy Konferencji Episkopatu Filipin jako wotum wdzięczności za 400 lat chrześcijaństwa na Filipinach. Zostało zatwierdzone przez Kongregację ds. Ewangelizacji Narodów 6 stycznia 2009. Prowadzi misje w Tajlandii, Tajwanie, Japonii, Korei Południowej, Papui-Nowej Gwinei, Australii, Nowej Zelandii, Wyspach Cooka, Tokelau, Holandii, Stanach Zjednoczonych oraz w Gujanie.
Ze stowarzyszenia wywodzi się trzech biskupów:
- bp Edwin de la Peña y Angot – prałat terytorialny Marawi;
- bp Socrates Mesiona – wikariusz apostolski Puerto Princesa.
- bp Reynaldo Getalado – biskup Rarotonga